# Daniel Bourdon
Pour les articles homonymes, voir Daniel Bourdon (écrivain) et Bourdon.
Daniel Bourdon, né le 15 octobre 1958 à Bruay-en-Artois dans le Pas-de-Calais, est un policier ayant fait sa carrière en Brigade anti-criminalité (BAC) à Paris.

## Biographie
Fils d'un mineur, Daniel Bourdon naît à Bruay-en-Artois. Après les études générales, il entre en 1981 à l'École nationale de police de Vincennes. En 1984, il intègre la Brigade anti-criminalité de Paris dans le sixième arrondissement et se spécialise dans les flagrants délits.
Le 31 août 1997, après le dramatique accident dans le souterrain sous le pont de l’Alma de Diana, il est à ses côtés après son admission à l'hôpital de la Salpêtrière,,. Il racontera cette histoire dans un livre dix-sept ans après les faits.
À la retraite, il publie trois livres où il raconte comment il relance l'enquête sur l'affaire de Bruay-en-Artois, qui a marqué sa jeunesse et qui est prescrite depuis 2005. Il retrouve ainsi un homme que son épouse a toujours soupçonné d'être le meurtrier. Après des vérifications, il le désigne comme auteur très probable de cet homicide, le rencontre dans le Sud de la France, mais ne le nomme jamais ni ne le rend reconnaissable,.
Il est le fondateur d'une maison d'édition spécialisée dans les faits divers et enquêtes criminelles, Flag, qui a publié ses deux derniers ouvrages, dont l'un sur le meurtre de Myriam Wuillaume en 1972 à Cauchy-à-la-Tour.

## Publications
- Avec Élodie Chermann, Flag' : 25 ans et 7000 interpellations à la brigade anti-criminalité, Paris, La Martinière, coll. « Hors Normes », 2012

- Diana, cette nuit-là, Neuilly-sur-Seine, Michel Lafon, 2014

- Cœur de Flic, Publishroom, 2016
- Brigitte, histoire d'une contre-enquete : Retour sur l'affaire de Bruay-en-Artois, Ravet-Anceau, 2017, 128 p. (ISBN 978-2-359-73571-0)
- Brigitte : Acte II : Affaire de Bruay-en-Artois, de nouvelles révélations, Ravet-Anceau, 2018, 144 p. (ISBN 978-2-359-73697-7)
- Brigitte, acte final, Flag, 2021, 154 p.
- Le Meurtre de Cauchy-à-la-Tour, Flag, 2021, 125 p.